# مويسيس صبا
مويسيس صبا (بالإسبانية: Moisés Saba)‏ هو شخصية أعمال مكسيكي، ولد في 1963 في مدينة مكسيكو في المكسيك، وتوفي في 10 يناير 2010 في Cuajimalpa ‏ في المكسيك.